# 오지야역
오지야역(일본어: 小千谷駅, おぢやえき)은 일본 니가타현 오지야시에 있는, 동일본 여객철도의 철도역이다. 조에쓰선이 지나간다.

## 역 구조
쌍단식 2면 2선 구조의 지상역이다. 양쪽 승강장은 과선교로 이어져 있다. 나가오카역이 관리하며, 역 업무는 JR 니가타 비즈니스가 대신 하고 있다. 역 구내에는 오전 7시부터 오후 6시 30분까지 초록 창구를 영업하고 있으며, 대합실, 자동판매기, 화장실 등이 갖추어져 있다.

### 승강장
| 1 | ■ 조에쓰선 | 오지야 · 니가타 방면                                        |
| 2 | ■ 조에쓰선 | 고이데 · 우라사 · 무이카마치 · 에치고유자와 · 다카사키 방면 |

## 역세권 정보
- 국도 제291호선·국도 제351호선
- 오지야 역전우편국

## 역사
- 1920년 11월 1일 - 일본국유철도 조에쓰호쿠 선의 역으로 개업하였다. 지금은 없어진 우오누마 철도(일본국유철도 우오누마 선) 니시오지야 역과의 구별을 위해 당시 역명은 "히가시오지야"로 정해졌다.
- 1931년 9월 1일 - 조에쓰선이 미나카미역까지 연장되었다.
- 1932년 8월 1일 - 지금의 "오지야"로 이름을 바꾸었다.
- 1987년 4월 1일 - 민영화에 따라 동일본 여객철도의 소속이 되었다.

## 인접역
| 동일본 여객철도 조에쓰선     | 동일본 여객철도 조에쓰선 | 동일본 여객철도 조에쓰선          |
| ---------------------------- | ------------------------ | --------------------------------- |
| 에치고카와구치 다카사키 방면 | ■ 보통                   | 에치고타키야 나가오카·니가타 방면 |